# Metropolis (Superman)
 For alternative betydninger, se Metropolis. (Se også artikler, som begynder med Metropolis)
Metropolis er en fiktiv by fra DC Comics, kendt fra tegneserierne om Superman. Byen optrådte første gang i den første tegneserie om Superman.
Byen er en storby, og har en meget høj befolkning. I byen finder man blandt andet Daily Planet, og udenfor byen ligger Smallville, hvor Superman voksede op.

## Indbyggere
- Clark Kent, journalist og superhelt
- Lex Luthor, forettningsmand
- Lois Lane, journalist
- Perry White, redaktør